# Deutsch Ignác
Deutsch Ignác (Vágvecse, 1846 – 1890 után) festőművész.

## Élete
Édesapja tanító volt. A müncheni akadémián 1868. október 30-án lépett az antik osztályba, itt 1873-ig tanult. Az 1890-es években még élt Münchenben. Kiállított Budapesten a Képzőművészeti Társulat 1872. évi kiállításán (Tanulmányában megzavart tudós) és a Műcsarnok 1897–1898. évi téli kiállításán (Elszenderülve).